# Kampfgeschwader 3
Kampfgeschwader 3 (dobesedno slovensko: Bojni polk 3; kratica KG 3) je bil bombniški letalski polk (Geschwader) v sestavi nemške Luftwaffe med drugo svetovno vojno.

## Organizacija
- štab
- I. skupina
- II. skupina
- III. skupina

## Vodstvo polka
Poveljniki polka (Geschwaderkommodore)
- Oberst Wolfgang von Chamier-Glisczinski: 1. maj 1939
- Oberst Heinrich Conrady: september 1941
- Oberst Erich Rathmann (v.d.): 1942
- Major Jobst-Hinrich von Heydebreck: november 1942
- Oberstleutnant Walter Lehwess-Litzmann: januar 1943
- Major Fritz Auffhammer: 23. september 1943